# Pfälzischer Merkur

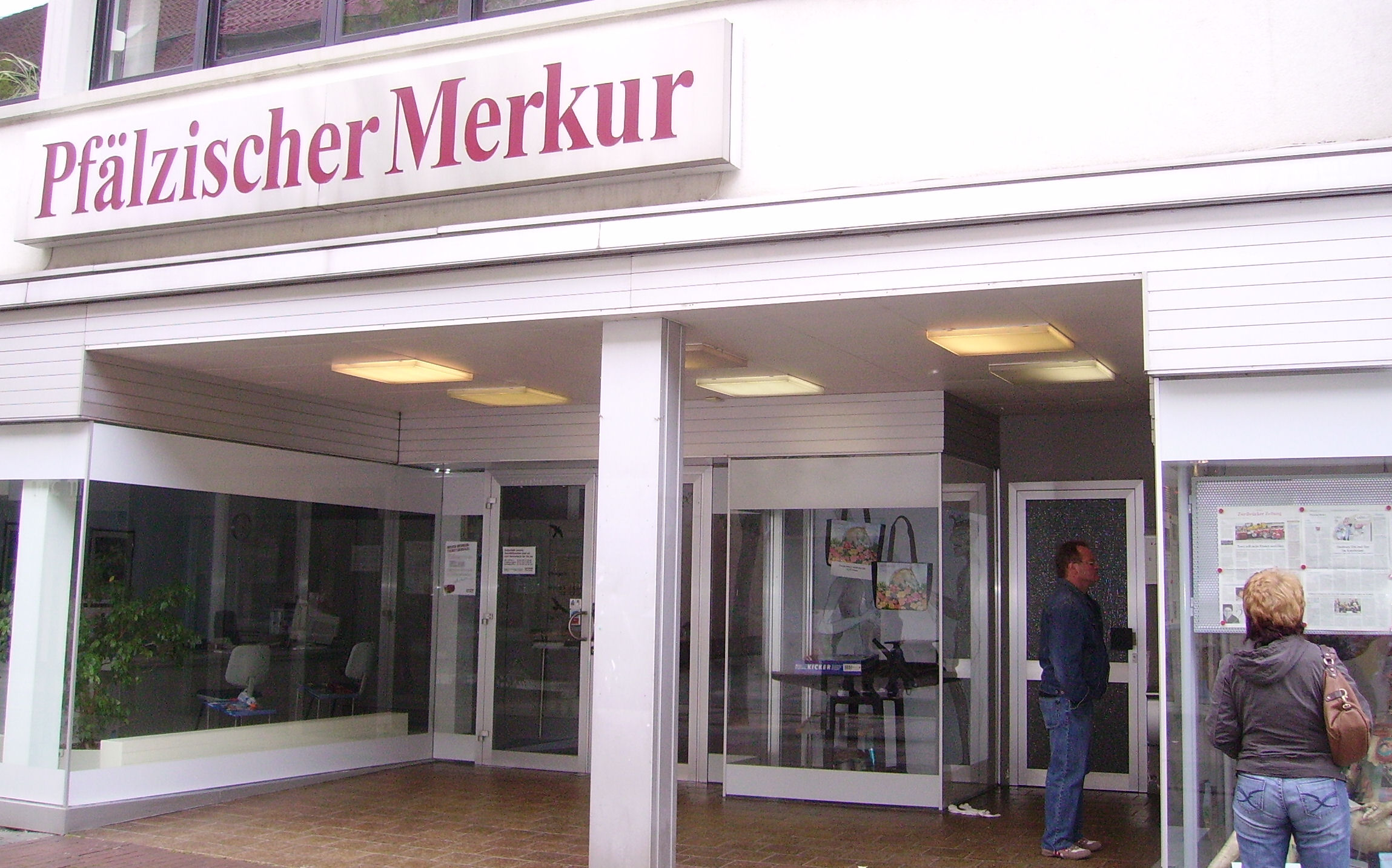
Pfälzischer Merkur in Zweibrücken

Der Pfälzische Merkur (PM) ist eine Tageszeitung mit Sitz in Zweibrücken. Das Verbreitungsgebiet der Zeitung ist der Südwesten des früheren bayerischen Gebiets Pfalz. In heutigen Gebietsgrenzen umfasst es neben der kreisfreien Stadt Zweibrücken die Verbandsgemeinde Zweibrücken-Land und die Verbandsgemeinde Thaleischweiler-Wallhalben des Landkreises Südwestpfalz in Rheinland-Pfalz sowie mit Bexbach, Blieskastel, Gersheim, Homburg und Kirkel den größten Teil des Saarpfalz-Kreises im Saarland.
Herausgebendes Unternehmen des PM ist die Medienhaus Saarbrücker Zeitung mbH, die Teil des Rheinische-Post-Medienkonzerns ist.
In Rheinland-Pfalz konkurriert der Pfälzische Merkur mit der in Ludwigshafen erscheinenden Rheinpfalz. Im Saarland konkurriert er als Titel auf dem Lesermarkt mit der Saarbrücker Zeitung. Auf dem Anzeigenmarkt wird er allerdings als Teilbelegung der Saarbrücker Zeitung geführt. Die verkaufte Gesamtauflage des Pfälzischen Merkur beträgt aktuell 3811 Exemplare.

## Geschichte
Der Pfälzische Merkur wurde 1713 gegründet und ist, nach der 1705 gegründeten Hildesheimer Allgemeinen Zeitung, die zweitälteste der heute erscheinenden deutschen Tageszeitungen.
1980 kaufte der Verlag der benachbarten Saarbrücker Zeitung den Pfälzischen Merkur. Titel und Verlagsunternehmen wurden dabei formell eigenständig erhalten. Die Saarbrücker Zeitung Medienhaus GmbH war zu diesem Zeitpunkt im Mehrheitseigentum der Verlagsgruppe Georg von Holtzbrinck. Der Holtzbrinck-Konzern bildete gemeinsam mit dem später ebenfalls erworbenen Trierischen Volksfreund aus den drei Titeln die Saarbrücker Zeitungsgruppe.
2012 gab Holtzbrinck sein Regionalzeitungsgeschäft auf und verkaufte seinen Anteil von 52,33 Prozent am Saarbrücker Zeitungsverlag an den Minderheitsgesellschafter Gesellschaft für staatsbürgerliche Bildung Saar mbH (GSB). Die GSB wollte die Anteile nur vorübergehend halten. Bereits zum 1. Januar 2013 verkaufte sie 56 Prozent des Unternehmens an die Rheinische Post Mediengruppe weiter, die die unternehmerische Leitung übernahm und unter Beibehaltung der Unternehmensstrukturen die Tageszeitungen der Gruppe in ihren Konzern eingliederte.